# Karácsonyi lidércnyomás
A Karácsonyi lidércnyomás (eredeti cím: The Nightmare Before Christmas) Tim Burton rendező rajzai és ötlete alapján készült animációs film Henry Selick rendezésében. A filmet több éven át készítették stop-motion bábtechnikával.
Az Amerikai Egyesült Államokban 1993. október 9-én mutatták be a mozikban. Magyarországon viszonylag kevés késéssel bemutatták, a mozikban feliratos változatban vetítették. A szinkronizált változatot 2007. december 22-én az M2-n adták le a televízióban.

## Cselekmény
Jack Skellington (magyarul: Csontváry Jack, Csontváz Jack, a szinkronizált változatban Rosszcsont Jack) Halloweenváros lakója, aki egyben a halloweeni ijesztgetések nagymestere és minden évben elnyeri a legjobb rémisztőnek járó díjat. Ám megunja ezt a címet és a vele járó feladatokat, és el akar tűnni egy kicsit. Erdőben sétálva rálel az ünnepek fáira, ahol is bemegy a karácsonyfa formájú ajtón. Ekkor egy érdekes városban találja magát, ahol csupa manók élnek és serénykednek, és ahol nincs rémisztgetés és félelem, hanem melegség és boldogság. Elhatározza, hogy idén átveszi a helyét a Mikulásnak, akit itt Mikorártsnak neveznek (de szokás Rémapónak és Víg Hullásnak is fordítani), és elkezdődik a rémálommal teli karácsony. Igaz, szegény Jack nem tudja hogy rosszat tesz, ő csak máshogy értelmezi a karácsony szellemét. A Mikulást elrabolja a Jack által felbérelt három rosszindulatú mókamester, nevezetesen Lock, Shock és Barrel (Ásó, Kapa, Nagyharang, a szinkronban Bikfic, Kópic és Nyálpic). Ők azonban, megszegve Jack kérését, főnöküknek, Oggie Boogie-nak (Ugi Bugi, a szinkronban Féregzsák) dobják le foglyukat, aki a város talán leggonoszabb szerzete, egy féktelen szerencsejátékos mumus. Mindenki gyártja a rémisztőbbnél rémisztőbb játékokat, és tervezik az elferdített karácsonyt, kivéve egyvalakit: Sallyt, a Jack után vágyódó rongybabát.
Jack nyakatekert ünnepe, hála a rémisztő ajándékoknak, amelyeket Halloween városának lakosai kreáltak, katasztrófába torkollik, és magát a hadsereget mozgósítják Jack, valamint a szánhúzó szellemkutyája, Zero (Zéró) ellen. Végül természetesen minden jóra fordul, és az Oogie Boogie telhetetlen gyomrának fenyegetéséből kimenekített „Mikorárts” elhozza Halloween városába is a karácsonyt, Jack és Sally pedig végre egymásra találnak.

## Szereplők
| Szereplő                     | Eredeti hang                              | Magyar hang          | Leírás |
| ---------------------------- | ----------------------------------------- | -------------------- | --- |
| Csontváz Jack                | Chris Sarandon Danny Elfman (ének)        | Csík Csaba Krisztián | Halloween város ünnepelt sztárja, akit a Tök király néven is emlegetnek jelentős rémisztő eredményei miatt.   |
| Sally                        | Catherine O’Hara                          | Kiss Virág           | Egy bájos rongybaba, Dr. Finklestein teremtménye.                                                             |
| Kófic                        | Catherine O’Hara                          | Mánya Zsófi          | A Féreg-fiúk legidősebb tagja és vélhetően főbb vezetője Bikfic mellett.                                      |
| Dr. Finklestein              | William Hickey                            | Harsányi Gábor       | Halloween város tipikus "őrült tudósa", Sally teremtője.                                                      |
| Polgármester                 | Glenn Shadix                              | Besenczi Árpád       | Halloween város polgármestere, egy kétarcú szönyeteg.                                                         |
| Bikfic                       | Paul Reubens                              | Hamvas Dániel        | A Féreg-fiúk középső tagja, Kófic mellett vezető szerepet tölt be.                                            |
| Nyápic                       | Danny Elfman                              | Előd Botond          | A Féreg-fiúk legifjabb tagja.                                                                                 |
| Bohóc szörnyeteg             | Danny Elfman                              | Gardi Tamás          | Egy bohóc rém, aki képes levenni az arcát, és folyamatosan monociklin közlekedik.                             |
| Oogie Boogie                 | Ken Page                                  | Kárpáti Tibor        | Halloween város leggonoszabb mumusa.                                                                          |
| Mikulás                      | Edward Ivory Danny Elfman Patrick Stewart | Papp János           | Karácsony város vezetője.                                                                                     |
| Farkasember                  | Glenn Walters                             | Fehér Péter          | Egy vérfarkassá változott ember, Halloween városban.                                                          |
| Szaxofonos                   | Greg Proops                               | Jantyik Csaba        | |
| Ördög                        | Greg Proops                               | saját énekhangján    | |
| Harlekin démon               | Greg Proops                               | saját énekhangján    | |
| Vámpír                       | Randy Crenshaw                            | Csuha Lajos          | Egyike a vámpír triónak Halloween városban.                                                                   |
| Behemoth                     | Randy Crenshaw                            | Sótonyi Gábor        | Egy barátságos, jámbor zombi, aki a tökföldeken dolgozik.                                                     |
| Mr. Hyde                     | Randy Crenshaw                            | N/A                  | Dr. Jekyll nevén, egy zöld szörnyeteg Halloween városban, akinek még két apróbb önmaga lakik a kalapja alatt. |
| Nagy boszorkány (Helgamine)  | Susan McBride                             | Némedi Mari          | Egy magas hosszú-orrú boszorkány, Halloween városban.                                                         |
| WWD.                         | Susan McBride                             | Némedi Mari          | |
| Halott apuka (Ned)           | Kerry Katz                                | N/A                  | |
| Lépcső alatti szörny         | Kerry Katz                                | saját énekhangján    | |
| Tengeri szörny               | Carmen Twilie                             | Kiss Anikó           | Egy nőstény tengeri szörny, Halloween városban.                                                               |
| Ágy alatti szörny            | Carmen Twilie                             | saját énekhangján    | |
| Kicsi boszorkány (Zeldaborn) | Debi Durst                                | N/A                  | Egy alacsony, rövid-orrú boszorkány Halloween városban.                                                       |
| Halott anyuka (Bertha)       | Debi Durst                                | N/A                  | |
| Halott fiú (Ethan)           | Debi Durst                                | Pipó László          | |
| Múmia fiú                    | Sherwood Ball                             | saját énekhangján    | |

## A mozikban
Először 1993-ban mutatták be, és hatalmas sikert aratott. Később elkészítették a 3D-s verziót is, amit 2006 és 2009 között minden év októberében műsorra tűztek az amerikai mozik.

## DVD
Magyarországon több kiadás került forgalomba. A legutóbbi, 2008 novemberében megjelent 2 lemezes kiadványhoz már nem csak felirat, hanem magyar szinkron is készült.

## Jelölések
- 1994 – Oscar-díj jelölés – a legjobb vizuális effektusok – Pete Kozachik, Eric Leighton, Ariel Velasco-Shaw, Gordon Baker
- 1994 – Golden Globe-díj jelölés – a legjobb eredeti filmzene – Danny Elfman